# Bellator 38
 Bellator XXXVIII  foi um evento de MMA organizado pelo Bellator Fighting Championships, acontecido no dia 26 de março de 2011 no Harrah's Tunica Hotel e Casino em Tunica, Mississippi. O card contou com lutas válidas pelo Torneio de Meio Pesados da Quarta Temporada do Bellator. O evento foi transmitido na MTV2.

## Antecedentes
Neste evento ocorreu a inauguração do Torneio de Meio Pesados.
Originalmente, Blagoy Ivanov era esperado para enfrentar John Brown no card preliminar. Porém, Brown se retirou da luta e foi substituído por Johnathan Ivey. Ivey também foi retirado do card devido a uma suspensão aplicada pela Comissão Atlética da Geórgia. Ivanov enfrentou então William Penn.
O evento acumulou 150,000 telespectadores na MTV2.